# (5485) Kaula
(5485) Kaula es un asteroide perteneciente al cinturón de asteroides descubierto el 11 de septiembre de 1991 por Henry E. Holt desde el Observatorio del Monte Palomar, Estados Unidos.

## Designación y nombre
Designado provisionalmente como 1991 RQ21. Fue nombrado Kaula en honor a William M. Kaula, profesor de ciencias de la Tierra y el espacio en la Universidad de California en Los Ángeles. Fue pionero en el uso de satélites artificiales en la geodesia, produciendo mapas globales de gravedad de la Tierra, la Luna, Venus y Marte. Ha utilizado la gravedad, el registro de cráteres y la topografía superficial de Venus para inferir las tectónicas actuales e históricas y las propiedades del interior. También desempeñó un papel activo en el establecimiento del Experimento de rango láser lunar Apollo y ha tenido un gran interés en el origen y la evolución del sistema solar.

## Características orbitales
Kaula está situado a una distancia media del Sol de 2,735 ua, pudiendo alejarse hasta 3,047 ua y acercarse hasta 2,422 ua. Su excentricidad es 0,114 y la inclinación orbital 3,295 grados. Emplea 1652,20 días en completar una órbita alrededor del Sol.

## Características físicas
La magnitud absoluta de Kaula es 13,2. Está asignado al tipo espectral S según la clasificación SMASSII.